# Lobocleta borunta
Lobocleta borunta är en fjärilsart som beskrevs av William Schaus 1901. Lobocleta borunta ingår i släktet Lobocleta och familjen mätare. Inga underarter finns listade i Catalogue of Life.